# Andy Partridge
Pour les articles homonymes, voir Partridge.
Andrew John Partridge (né le 11 novembre 1953 à Mtarfa, Malte) est un musicien anglais membre fondateur, guitariste et compositeur pour le groupe de musique populaire XTC. Il vit à Swindon dans le sud-ouest de l'Angleterre.
Il est le père de l'animateur Harry Partridge (en).